# Boris Warneke
Boris Wasiljewicz Warneke, ros. Борис Васильевич Варнеке (ur. w 1874 r. w Moskwie, zm. po kwietniu 1944 r. w Kijowie) – rosyjski filolog klasyczny, historyk teatru i literatury rosyjskiej, wykładowca akademicki, pisarz i publicysta
Ukończył 1 gimnazjum moskiewskie, zaś w 1898 r. Petersburski Instytut Historyczno-Filologiczny. Jednocześnie występował w teatrze. Po studiach nauczał języków dawnych w 5 gimnazjum petersburskim i nikołajewskim gimnazjum w Carskim Siole. W latach 1904–1910 był profesorem uniwersytetu w Kazaniu. Wydawał wtedy tygodnik "Kazanskaja ziemskaja gazieta". Był ponadto autorem licznych artykułów dotyczących historii teatru i literatury w prasie rosyjskiej. W 1908 i 1910 r. zostały opublikowane 2 tomy jego najważniejszej pracy naukowej pt. "Istorija russkogo tieatra, cz. I. XVII i XVIII wieka". Następnie wykładał filologię klasyczną w Uniwersytecie Noworosyjskim w Odessie. Napisał wspomnienia o pisarzach, poetach, aktorach i dramaturgach rosyjskich, jak Dmitrij N. Mamin-Sibiriak, Dmitrij N. Owsianiko-Kulikowski, Polina A. Striepietowa, Piotr P. Gniedicz, czy Konstantin D. Balmont. Pisał recenzje sztuk teatralnych do pisma "Театр и искусство". W okresie sowieckim był autorem kilku książek poświęconych teatrowi antycznej Grecji. Po zajęciu Odessy przez wojska niemiecko-rumuńskie w poł. października 1941 r., pracował w reaktywowanym miejscowym uniwersytecie. Wykładał też w Instytucie Nauk Społecznych, prowadzącym antysowiecką działalność propagandową. Kiedy Armia Czerwona odzyskała miasto w kwietniu 1944 r., został aresztowany przez NKWD i przeniesiony do aresztu w Kijowie, gdzie zmarł w szpitalu więziennym.